# ストルミー・ピメンテル
ストルミー・ラモン・ピメンテル（Stolmy Ramon Pimentel, 1990年2月1日 - ）は、ドミニカ共和国・サン・クリストバル州サン・クリストバル出身の元プロ野球選手（投手）。右投右打。

## 経歴

### プロ入りとレッドソックス傘下時代
2006年にボストン・レッドソックスと契約してプロ入り。2007年にルーキー級ドミニカン・サマーリーグでプロデビューした。2008年にアメリカ本土に渡り、マイナーでは主に先発投手として起用された。

### パイレーツ時代
2012年12月26日にジョエル・ハンラハン、ブロック・ホルトとのトレードでマーク・マランソン、イバン・デヘスース・ジュニア、ジェリー・サンズの3選手と共にピッツバーグ・パイレーツへ移籍した。2013年9月4日のミルウォーキー・ブルワーズ戦でメジャーデビュー。同年パイレーツでは5試合全てリリーフで登板して勝敗なしの防御率1.93だった。
2014年は初の開幕ロースター入りを果たした。前年の4倍となる20試合に登板したが、防御率5.23とやや不振。しかし、メジャー初勝利を含む2勝（1敗）を挙げ、投球回を上回る38三振を奪う（奪三振率10.5）など、一定の進歩を見せた。
2015年4月5日にDFAとなった。

### パイレーツ退団後
2015年4月11日にウェーバーでテキサス・レンジャーズへ移籍。5月13日にDFAとなり、オフに自由契約となり、11月24日にニューヨーク・メッツとマイナー契約を結ぶ。
2016年6月9日に解雇となり、7月7日にメキシカンリーグのオアハカ・ウォーリアーズと契約。

## 詳細情報

### 背番号
- 38 (2013年 - 2014年)
- 57 (2015年)